# アレクサンドル・タンメルト
アレクサンドル・タンメルト（Aleksander Tammert、1973年2月2日 - ）はエストニアの陸上競技選手、専門は円盤投。身長196cm、体重117kg。タルトゥ出身。
2004年8月アテネオリンピックに出場し66m66の記録を残して当初4位になったが、優勝したロバート・ファゼカシュが失格となったため3位に繰り上がり、銅メダルを獲得した。9月にはIAAFワールドアスレチックファイナルで2位に入った。
2005年8月世界陸上競技選手権ヘルシンキ大会、9月IAAFワールドアスレチックファイナルではともに4位となった。2006年7月ヨーロッパ陸上競技選手権、9月IAAFワールドアスレチックファイナルでは3位となった。この4大会では同じエストニアの選手ゲルド・カンテルがいずれも2位に入っている。
。
その他、オリンピックにはエストニア代表として3度出場し、1996年アトランタ25位、2000年シドニー9位、2008年北京12位の成績を残した。
スロベニアのやり投選手Elizabeta Randjelovič Tammertと結婚、2児をもうけた。2012年ロンドンオリンピックの開会式ではエストニア選手団の旗手を務めた。
父は円盤投の選手であり陸上競技指導者であったアレクサンドル･タンメルト・シニア（1947年4月28日 - 2006年10月27日）であり、1966年ヨーロッパジュニア選手権優勝者であった。

## 主な戦績
| 年度 | 大会名                             | 開催地                            | 順位 | 記録  |
| ---- | ---------------------------------- | --------------------------------- | ---- | ----- |
| 1995 | 世界陸上競技選手権                 | イェーテボリ（ スウェーデン）     | 23位 | 58m64 |
| 1995 | ユニバーシアード                   | 福岡（ 日本）                     | 8位  | 58m14 |
| 1996 | アトランタオリンピック             | アトランタ（ アメリカ合衆国）     | 25位 | 59m04 |
| 1997 | 世界陸上競技選手権                 | アテネ（ ギリシャ）               | 12位 | 59m44 |
| 1997 | ユニバーシアード                   | シチリア（ イタリア）             | 5位  | 61m84 |
| 1998 | ヨーロッパ陸上競技選手権           | ブダペスト（ ハンガリー）         | 20位 | 57m62 |
| 1999 | 世界陸上競技選手権                 | セビリア（ スペイン）             | 10位 | 62m29 |
| 1999 | ユニバーシアード                   | パルマ・デ・マヨルカ（ スペイン） | 4位  | 61m95 |
| 2000 | シドニーオリンピック               | シドニー（ オーストラリア）       | 9位  | 63m25 |
| 2001 | 世界陸上競技選手権                 | エドモントン（ カナダ）           | 16位 | 61m04 |
| 2001 | ユニバーシアード                   | 北京（ 中華人民共和国）           | 優勝 | 65m19 |
| 2002 | ヨーロッパ陸上競技選手権           | ミュンヘン（ ドイツ）             | 5位  | 64m55 |
| 2003 | 世界陸上競技選手権                 | パリ（ フランス）                 | 7位  | 64m50 |
| 2003 | IAAFワールドアスレチックファイナル | モンテカルロ（ モナコ）           | 6位  | 64m02 |
| 2004 | アテネオリンピック                 | アテネ（ ギリシャ）               | 3位  | 66m66 |
| 2004 | IAAFワールドアスレチックファイナル | モンテカルロ（ モナコ）           | 3位  | 63m69 |
| 2005 | 世界陸上競技選手権                 | ヘルシンキ（ フィンランド）       | 4位  | 64m84 |
| 2005 | IAAFワールドアスレチックファイナル | モンテカルロ（ モナコ）           | 4位  | 65m22 |
| 2006 | ヨーロッパ陸上競技選手権           | イェーテボリ（ スウェーデン）     | 3位  | 66m14 |
| 2006 | IAAFワールドアスレチックファイナル | シュトゥットガルト（ ドイツ）     | 3位  | 64m94 |
| 2007 | 世界陸上競技選手権                 | 大阪（ 日本）                     | 8位  | 64m33 |
| 2008 | 北京オリンピック                   | 北京（ 中華人民共和国）           | 12位 | 61m32 |

## 記録
- 円盤投 - 70m82（2006年4月15日、テキサス州デントン）

## 参考資料・外部リンク
- アレクサンドル・タンメルト - ワールドアスレティックスのプロフィール（英語）
- アレクサンドル・タンメルト - Olympedia（英語）